# Montmartre

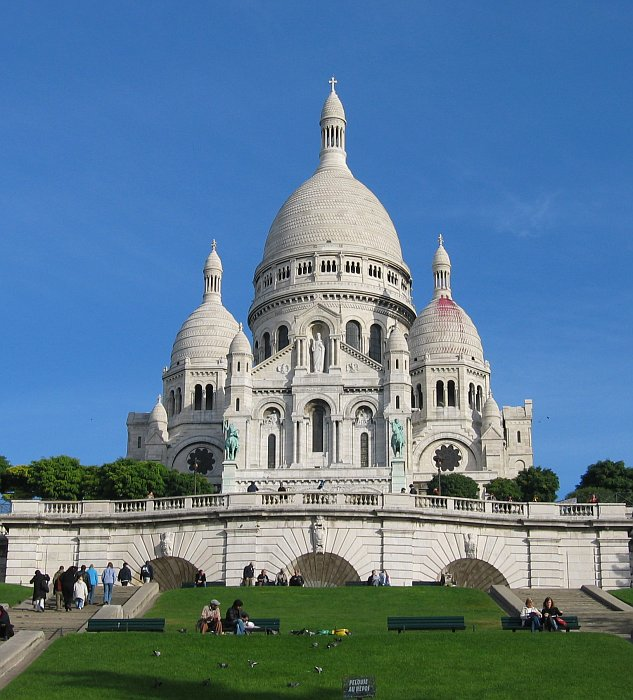
Basilika Sacré-Cœur

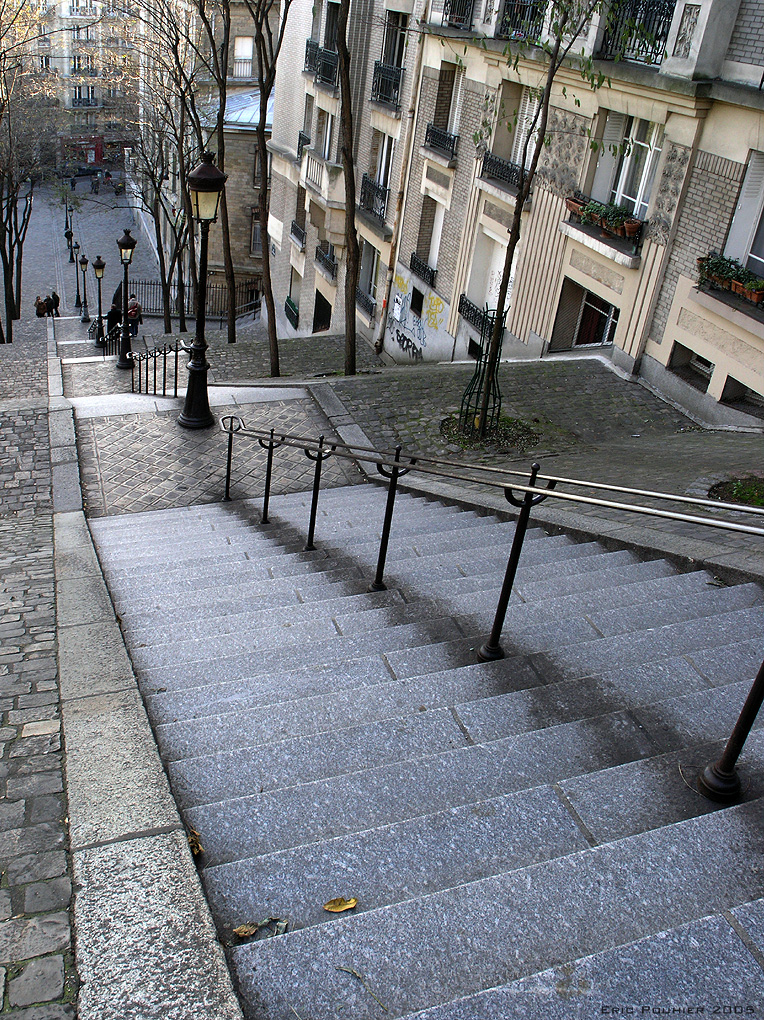
Die Treppen des Montmartre

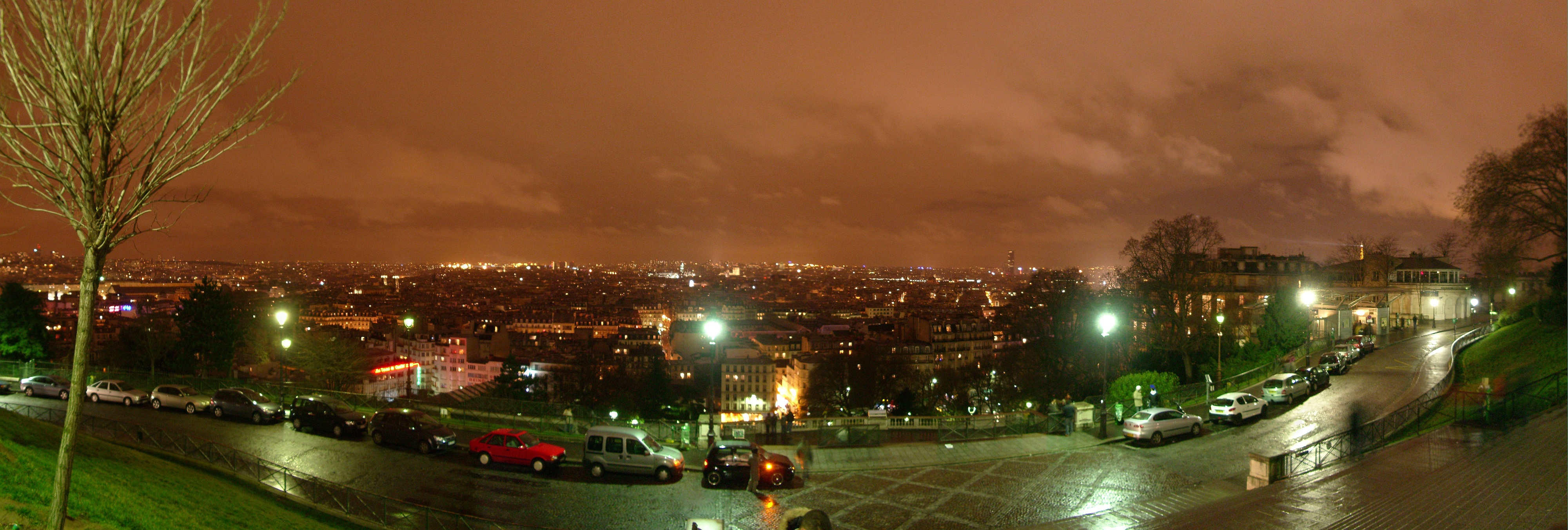
Aussicht vom Montmartre auf Paris

Der Montmartre ([mɔ̃.maʁtʁ], französisch für Märtyrerhügel) ist ein Hügel im Norden von Paris. Das 1860 durch Eingemeindung der Dörfer Montmartre, La Chapelle und Clignancourt entstandene 18. Pariser Arrondissement trägt ebenfalls diesen Namen.
Der Hügel von Montmartre (frz. Butte Montmartre) ist die höchste natürliche Erhebung der Stadt. Ihren in 130 m Höhe gelegenen Gipfel krönt die von weitem sichtbare Basilika Sacré-Cœur. Auf den Hügel führen Treppen und eine Standseilbahn, der Funiculaire de Montmartre.
Das Dorf Montmartre war im 19. Jahrhundert eine Hochburg der Künstler und Literaten und ein beliebtes Ausflugsziel mit vielen Amüsierbetrieben und Bordellen. Heute ziehen die Künstler, die auf der Place du Tertre ihre Arbeiten ausstellen und Porträts, Karikaturen und Scherenschnitte anfertigen, hauptsächlich Touristen an. Eine weitere Attraktion ist der Weinberg der Commanderie du Clos Montmartre.

## Name
In der Chronik des Fredegar wurde der Hügel noch als Mons Mercore (Merkurhügel) bezeichnet, wahrscheinlich ist aber auch die Bezeichnung Mons Martis (Marshügel). Während frühere Viten des heiligen Dionysius Hinrichtungs- und Begräbnisort nicht trennten, lokalisiert Abt Hilduin von Saint-Denis in der Neufassung der Passio Sanctissmi Dionysii den Hinrichtungsort auf dem Hügel und änderte den Namen wegen des ähnlichen Klangs in Mons martyrum.

## Lage

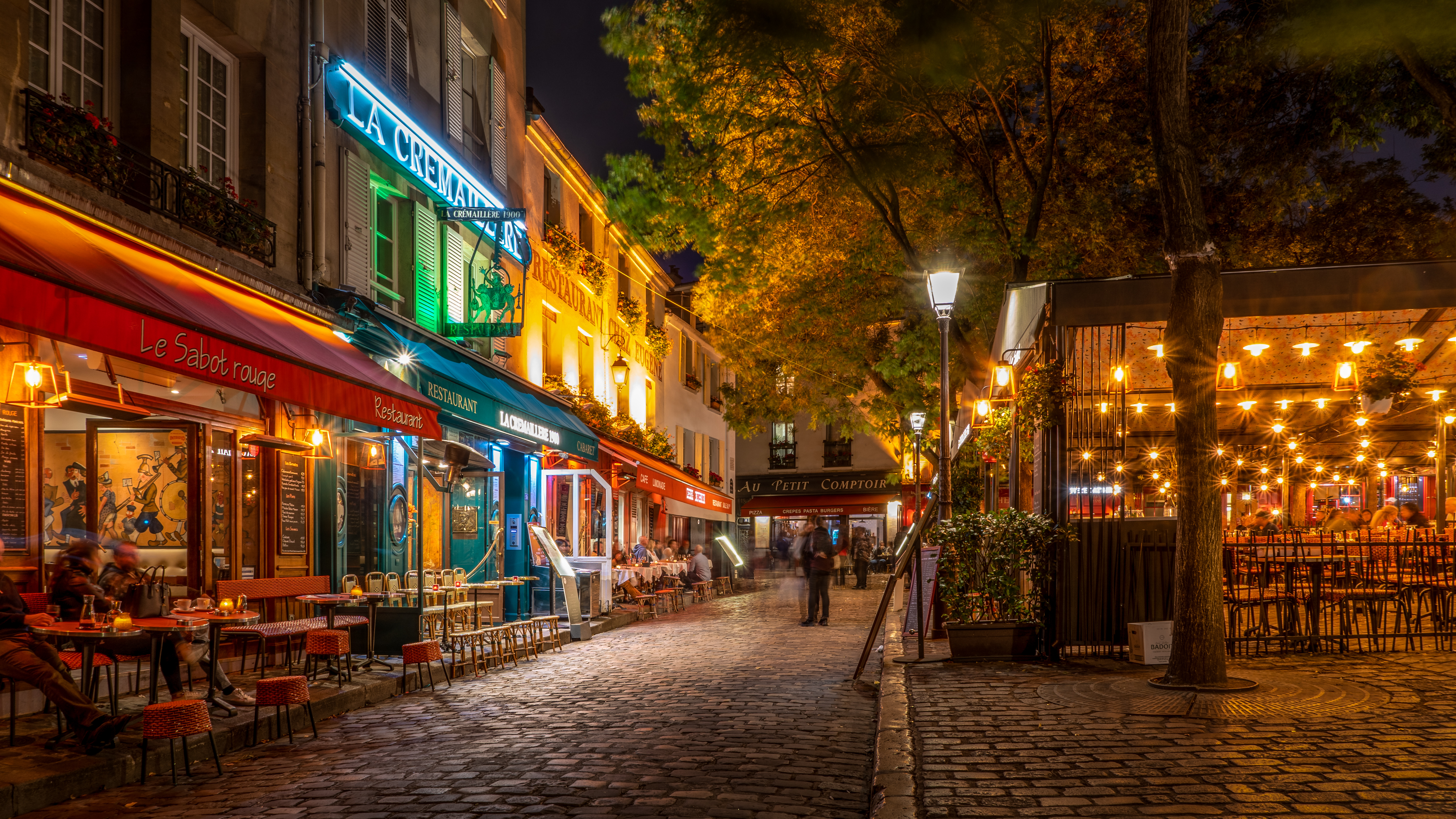
Place du Tertre

Der Hügel liegt im nördlichen Teil der Stadt. Die seit Urzeiten über die Seineinsel – die Île de la Cité – nach Norden (Nordsee) und Nordwesten (Ärmelkanal) führenden Wege umgingen das hohe Hindernis im Osten, so dass der Hügel bis weit in das 19. Jahrhundert seinen ländlichen Charakter größtenteils bewahrte.
Als ab Mitte des 19. Jahrhunderts die Eisenbahn größere Bedeutung erlangte, wurde der Montmartre nicht direkt erschlossen – im Gegensatz zum Montparnasse mit dem Gare Montparnasse. Zwei Bahnhöfe, der Gare du Nord und der Gare de l’Est, liegen rund zwei Kilometer südöstlich der Sacré-Cœur.

## Geschichte

### Gallo-römische Epoche
In der gallo-römischen Epoche, in der Montmartre gegründet wurde, erhoben sich auf dem Hügel zwei Tempel, die den Göttern Mars und Merkur geweiht waren. Dank seiner großen Vorkommen an Gips entwickelte sich der Montmartre zu einem der reichsten Gebiete im Umkreis von Paris. Daher fand man dort zu dieser Zeit viele Villen und Tempel. Die Steinbrüche, in denen der Gips abgebaut wurde, dienten später auch als Zufluchtsorte für die ersten Christen.
Um das Jahr 272 herum wurden der Bischof Dionysius (frz. Denis; der Schutzpatron von Paris), der Priester Rustikus und der Erzdiakon Eleutherius hier enthauptet. Im Mittelalter war Montmartre ein wichtiges dem heiligen Denis geweihtes Wallfahrtszentrum. Der Legende nach nahm er nach seiner Enthauptung seinen Kopf, wusch ihn in einer Quelle und ging ungefähr sechs Kilometer bis zum heutigen Ort Saint-Denis.

### Mittelalter
Im 12. Jahrhundert errichtete der Orden der Benediktiner in Montmartre ein Kloster. Die ehemalige Abtei- und heutige Pfarrkirche Saint-Pierre de Montmartre ist eine der ältesten Sakralbauten von Paris und steht neben dem Place du Tertre. Sie wurde auf Geheiß Ludwig VI. auf dem Gelände eines ehemaligen Mars-Tempels (5. Jahrhundert) errichtet und am Ostermontag 1147 von Papst Eugen III. geweiht.

### Neuzeit
Am 15. August 1534 gründete der heilige Ignatius von Loyola in Montmartre den Jesuitenorden. In dieser Epoche begann man auch mit dem Bau von Windmühlen, um den Gips zu mahlen, und große Weingärten wurden angelegt.

### 19. Jahrhundert

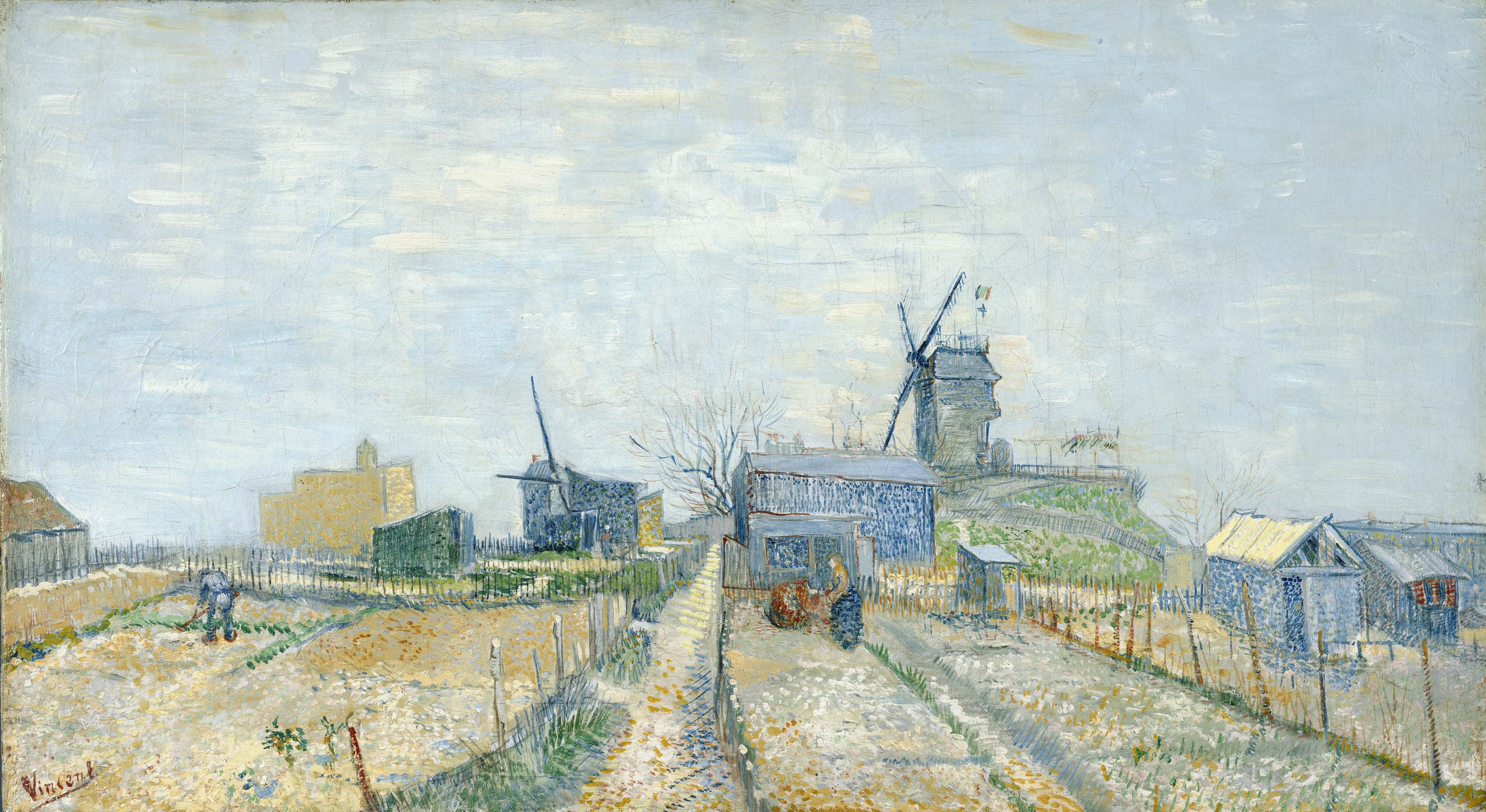
Vincent van Gogh – Gemüsegärten auf dem Montmartre

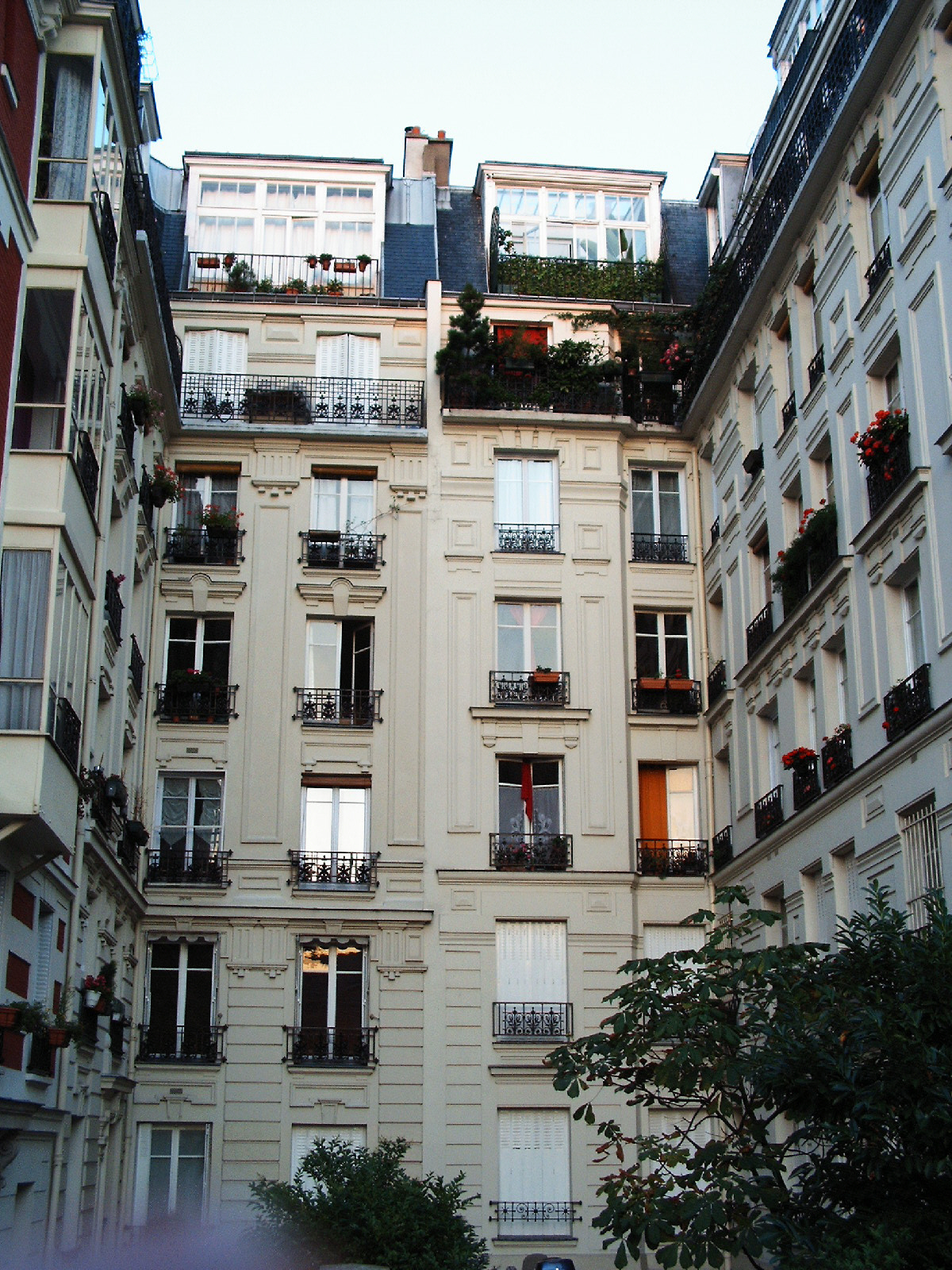
Wohnhaus auf dem butte Montmartre

Aufgrund der Arbeiten des Barons Haussmann, die das Leben in Paris extrem verteuerten, wuchs die Bevölkerung in Montmartre schnell an. Viele Arbeiter, aber auch angesehene Familien ließen sich nun hier nieder.
Der Gipsabbau entwickelte sich zum wichtigsten Wirtschaftszweig Montmartres. Der Place Blanche (weißer Platz) wurde nach dem so häufig vorkommenden Gestein benannt. Viele neue Gipsmühlen wurden errichtet.
In der Schlacht bei Paris, die Gebhard Leberecht von Blücher während des Sechsten Koalitionskrieges vorantrieb, sorgte der russische General Alexandre Andrault de Langeron für die Erstürmung der Höhen des Montmartre. Am Nachmittag des 30. März 1814 gaben die französischen Heerführer den Kampf auf und kapitulierten. Am Folgetag zogen die Alliierten der Befreiungskriege gegen Napoléon Bonaparte in der Hauptstadt ein.
Am 6. Juni 1859 wurde Montmartre von Paris eingemeindet, behielt aber dennoch seine eigene Identität. Ein Jahr nach der Eingemeindung hatte Montmartre ungefähr 57.000 Einwohner.
Im März 1871, nach der Beendigung des Deutsch-Französischen Krieges, wurde Montmartre zum Ausgangspunkt und zur Geburtsstätte der Pariser Kommune. Nach deren gewaltsamen Beendigung beschloss die französische Nationalversammlung 1873 den Bau der Kirche Sacré-Cœur, die dem Gedenken an die französischen Opfer des Französisch-Preußischen Krieges und der „Abbüßung der Verbrechen der Kommunarden“ dienen sollte. Drei Jahre später begann der Bau der Kirche Sacré-Cœur, die heute als weithin sichtbares Wahrzeichen über Montmartre thront. Die Kirche wurde 1919 geweiht.
Im 19. Jahrhundert zog der noch ländliche Montmartre zahlreiche Künstler an, die hier ein freieres und billigeres Leben führen konnten als im Zentrum der Stadt. Hier lebten und wirkten unter anderen Renoir, Van Gogh, Steinlen, Toulouse-Lautrec, Suzanne Valadon und ihr Sohn Utrillo, später auch Picasso, Braque und Modigliani. Beliebte Anlaufpunkte der Künstler und der Pariser Ausflügler waren Gaststuben, Kabaretts und Tanzlokale wie zum Beispiel „La Mère Catherine“ (seit 1793), „Le Billard en Bois“ (heute La Bonne Franquette), „Au Rendezvous des Voleurs“ (1860, heute Le Lapin Agile), Le Moulin de la Galette (Vergnügungslokal seit 1870), Le Chat Noir (1881) und Le Moulin Rouge (1889).

### 20. Jahrhundert

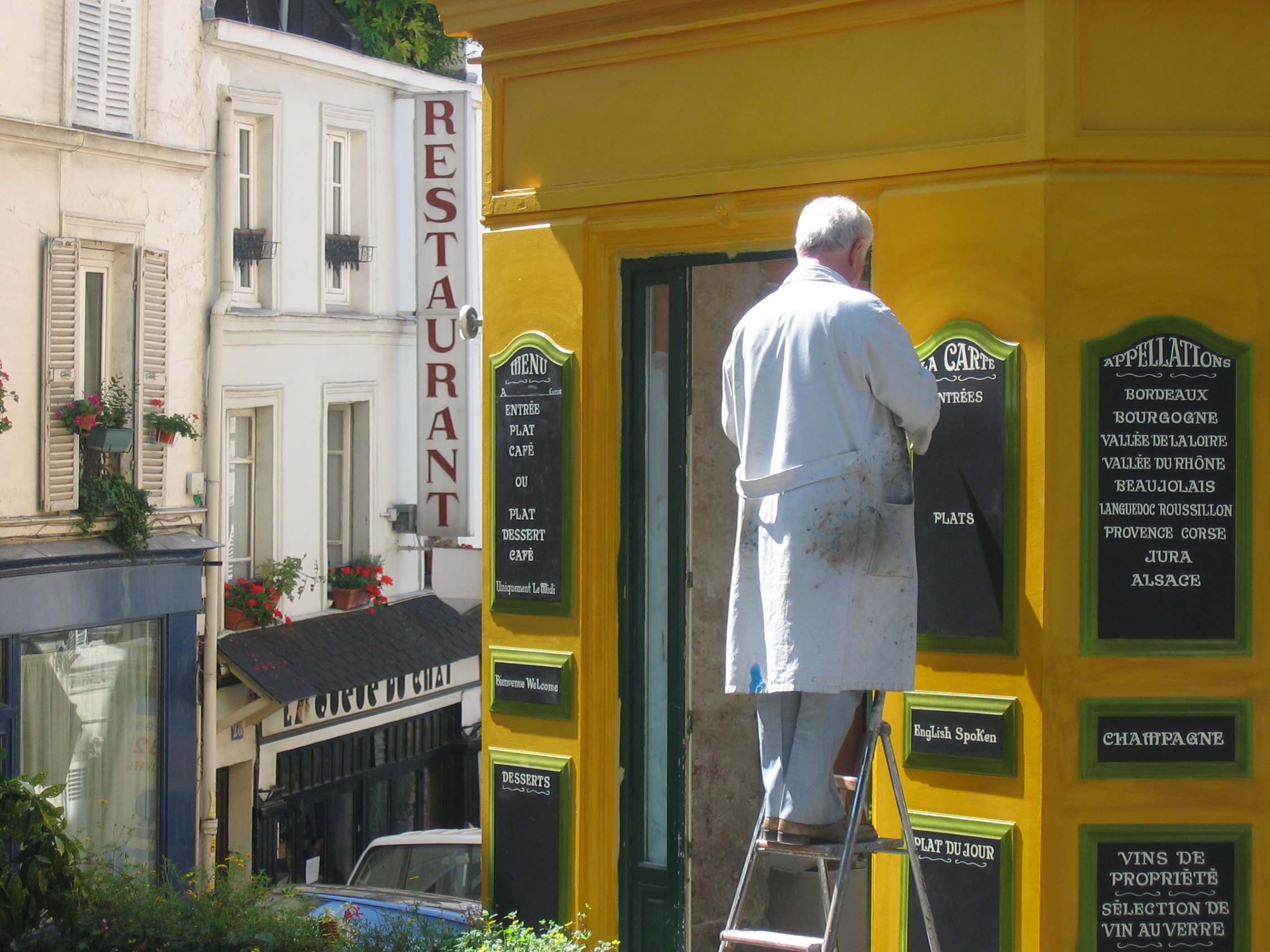
Eckhaus an der Rue Lepic/Rue Tholozé La vie à Montmartre

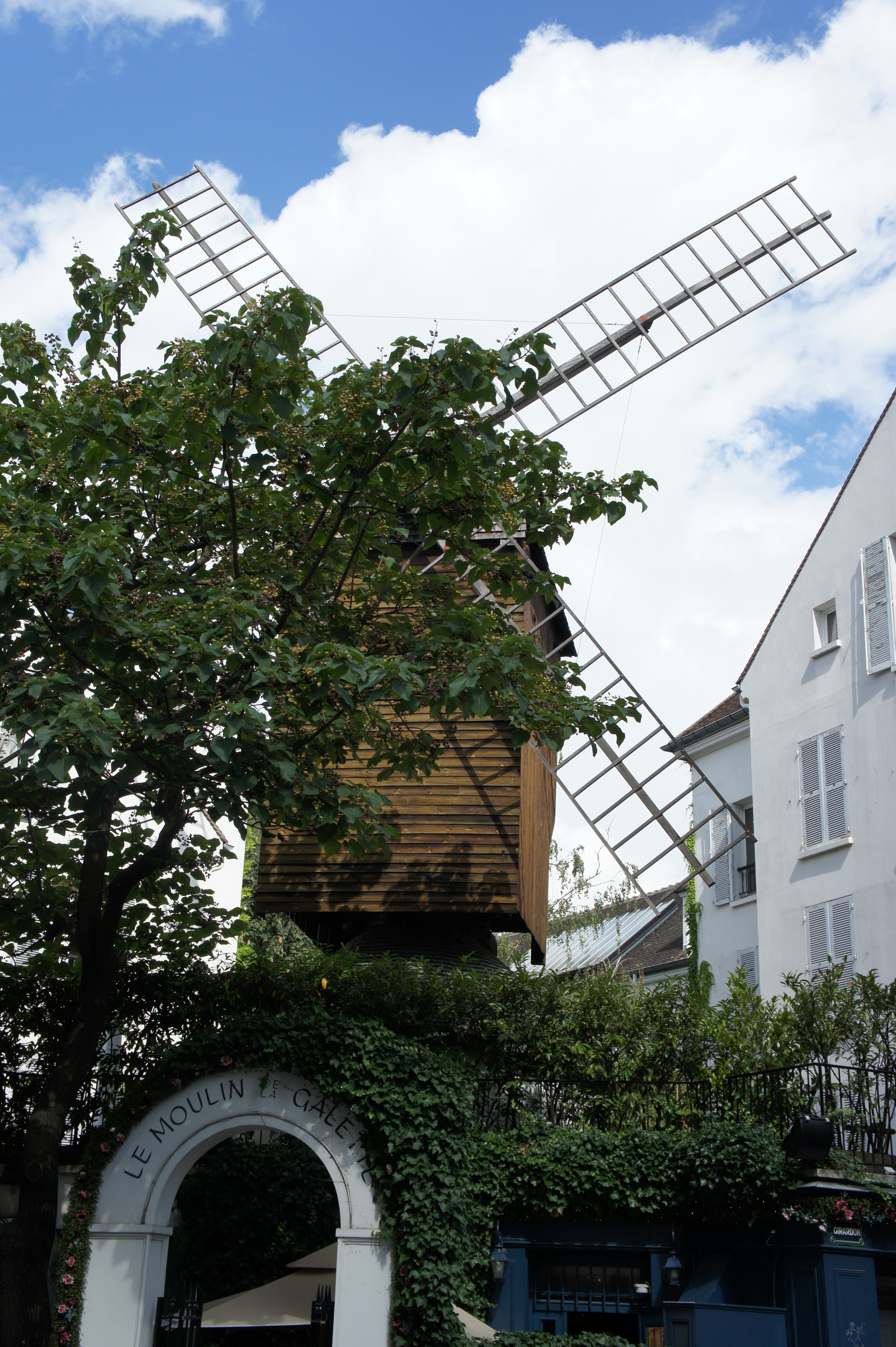
Le Moulin de la Galette

Zu Beginn des 20. Jahrhunderts und verstärkt nach dem Ersten Weltkrieg verließen viele Künstler Montmartre, in Richtung Montparnasse, der Geburtsstätte der modernen Malerei. Die Boulevards am Fuße des Hügels, zwischen der Place Blanche und der Place Pigalle entwickelten sich allmählich zu einem Rotlichtviertel.
Im Jahr 1929 fusionierte am Montmartre die von Bernard Natan gegründete, seit 1926 in dem ehemaligen Warenhaus „Grand Bazar“ (Rue Francoeur Nr. 6) ansässige Firma Rapid Film, die zunächst ein Filmlabor gewesen war, sich dann auf die Herstellung von Werbefilmen spezialisierte und seit 1927 über ein eigenes Filmstudio verfügte, mit dem Unternehmen Pathé. Aus den so entstandenen Pathé-Studios gingen Hunderte von französischen Filmen hervor, bevor sie in der Mitte der 90er Jahre ihre Aktivitäten einstellten. Seit 1994 beherbergen die Räume die bekannte Filmhochschule La fémis. Heute ist der Montmartre ein beliebtes Ziel für Parisbesucher. Vor allem die Basilika Sacré-Cœur und der von Künstlern bevölkerte Place du Tertre sind von Menschenmassen oft überlaufen. An einem besonders verkehrsarmen Sommermorgen ist auf den Straßen am Montmartre der Kurzfilm C’était un rendez-vous (1976) von Claude Lelouch entstanden, der exakt an der großen Freitreppe vor dem Haupteingang der Sacré-Cœur endet. Das Gebiet um die Moulin de la Galette und den Cimetière de Montmartre ist dagegen eher ruhig und verbreitet noch ein wenig den alten Jahrhundertwende-Charme des Quartiers.

## Bürgermeister von Montmartre
- 1790–1801: Félix Desportes (1763–1849), erster Bürgermeister von Montmartre, ruht auf dem Pfarrfriedhof neben der Pfarrkirche Saint-Pierre de Montmartre
- 1801–1809: M. Gandin
- 1810–1816: Pierre Finot (1743–1816), zweiter Bürgermeister von Montmartre, ruht mit seiner Gattin auf dem Pfarrfriedhof neben der Kirche St. Pierre de Montmartre
- 1817–1828: M. Faveret
- 1829–1831: M. Bazin
- 1831–1842: Jean-Louis Véron (Stellvertretender Bürgermeister von 1809–1830)
- 1843–1847: Alexandre Biron
- 1848–1850: M. Vasse
- 1851–1854: M. Piémontési
- 1855–1860: Jean-Baptiste Michel de Trétaigne (Baron, ehemaliger Hauptarzt der Armeen des Imperiums, letzter Bürgermeister von Montmartre, Vater von Léon Michel de Trétaigne)

1870–1871 war Georges Clemenceau Bürgermeister des 18. Arrondissements, das auch Montmartre beinhaltete.

## Künstler
Die wenigsten der Künstler, die den Ruhm Montmartres begründet haben, sind dort auch geboren worden. Deswegen werden hier Künstler aufgeführt, die am Montmartre und in der unmittelbaren Umgebung gelebt und gewirkt haben, in der chronologischen Reihenfolge ihres Geburtsjahres.

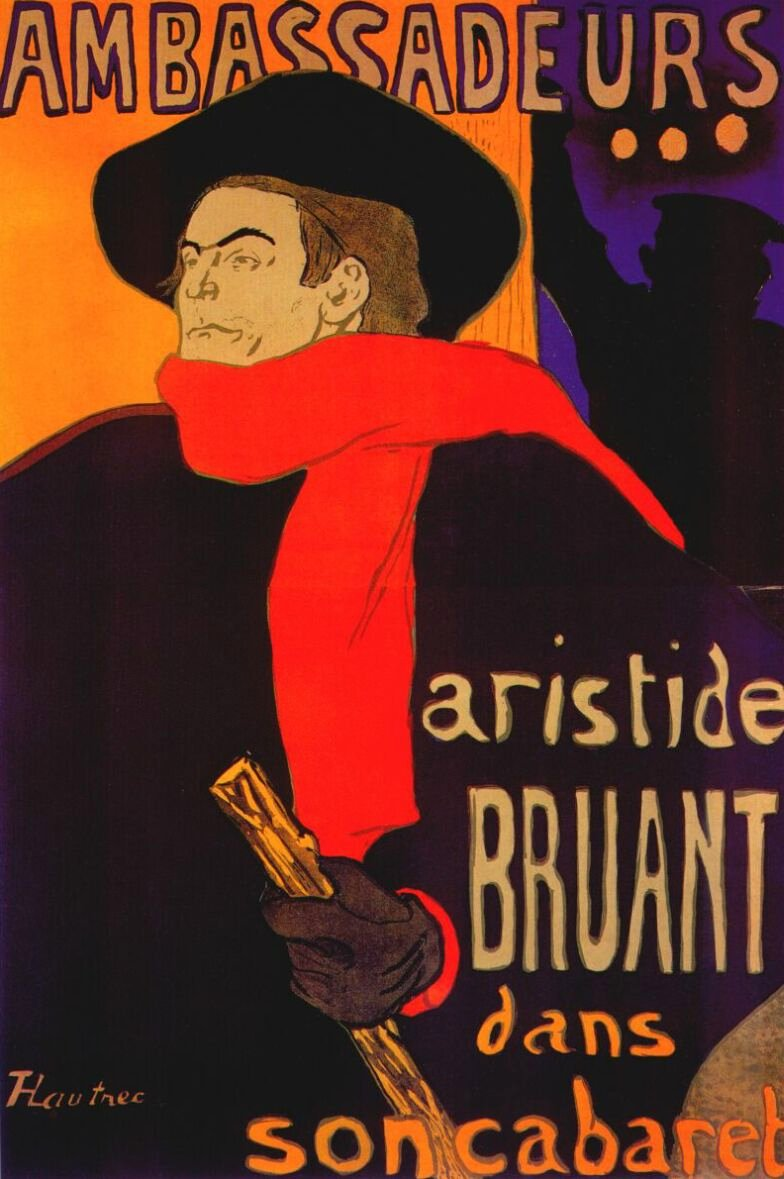
Aristide Bruant auf einem Poster von Henri de Toulouse-Lautrec, 1892

- Jean-Baptiste Pigalle (* 1714 in Paris), Bildhauer
- Hector Berlioz (* 1803 in La Côte-Saint-André), Komponist
- Gérard de Nerval (* 1808 in Paris), Dichter
- Edgar Degas (* 1834 in Paris), Maler
- Jean-Baptiste Clément (* 1836 in Boulogne-Billancourt), Chansonnier und Kommunarde
- Paul Cézanne (* 1839 in Aix-en-Provence), Maler
- Émile Zola (* 1840 in Paris), Schriftsteller und Journalist
- André Gill (* 1840 in Paris), Karikaturist
- Pierre-Auguste Renoir (* 1841 in Limoges), Maler
- Valentin le Désossé (* 1843 in Sceaux), Akrobat und Tänzer
- Maurice Rollinat (* 1846 in Châteauroux), Kabarettist und Dichter
- Paul Gauguin (* 1848 in Paris), Maler
- Robert Planquette (* 1848 oder 1850 in Paris), Komponist
- Jean Béraud (* 1849 in Sankt Petersburg), Maler
- Aristide Bruant (* 1851 in Courtenay), Chansonnier
- Vincent van Gogh (* 1853 in Groot Zundert), Maler
- Jules-Louis Jouy (* 1855 in Paris), Chansonnier
- Georges Courteline (* 1858 in Tours), Romancier und Dramaturg
- Georges Seurat (* 1859 in Paris), Maler
- Théophile-Alexandre Steinlen (* 1859 in Lausanne), Maler und Graphiker
- Santiago Rusiñol (* 1861 in Barcelona) Maler, Schriftsteller, Journalist und Theaterautor
- Charles Léandre (* 1862 in der Normandie), Maler und Humorist
- Paul Signac (* 1863 in Paris), Maler
- Henri de Toulouse-Lautrec (* 1864 in Albi), Maler und Graphiker
- Suzanne Valadon (* 1865 in Bessine-sur-Gartempte), Malerin
- Eric Satie (* 1866 in Honfleur), Komponist und Pianist
- La Goulue (* 1866 in Clichy-la-Garenne), Can-Can-Tänzerin und Dompteurin
- Emile Bernard (* 1868 in Lille), Maler
- Henri Matisse (* 1869 in Le Cateau-Cambrésis), Maler
- Fernand Piet (* 1869 in Paris), Maler
- Auguste Brouet (* 1872 in Paris), Grafiker
- Max Jacob (* 1876 in Quimper), Dichter
- Raoul Dufy (* 1877 in Le Havre), Maler
- Otto Freundlich (* 1878 in Stolp), Maler
- Francisque Poulbot (* 1879 in Saint-Denis), Karikaturist
- Pablo Picasso (* 1881 in Málaga)
- Georges Braque (* 1882 in Argenteuil), Maler
- Pierre Mac Orlan (* 1882 in Péronne), Schriftsteller, Dichter, Chansonnier
- Maurice Utrillo (* 1883 in Paris), Maler
- Amedeo Modigliani (* 1884 in Livorno), Maler und Bildhauer
- Roland Dorgelès (* 1885 in Amiens)
- Jean Renoir (* 1894 in Paris), Filmregisseur, zweiter Sohn von Pierre-Auguste Renoir
- Raymond Schwartz (* 1894 in Metz) Esperanto-Dichter
- Jacques Prévert (* 1900 in Neuilly-sur-Seine), Dichter
- Salvador Dalí (* 1904 in Cadaqués), Künstler
- Marcel Aymé (* 1902 in Joigny), Schriftsteller
- Marcel Carné (* 1906 in Paris), Filmregisseur
- Maurice Boitel (* 1919 in Tillières-sur-Avre), Maler der Pariser Schule
- Boris Vian (* 1920 Ville d’Avray), Schriftsteller, Ingenieur und Jazzmusiker
- Monique Morelli (* 1923 in Béthune), Chansonsängerin
- Jean-Pierre Cassel (* 1932 in Paris), Schauspieler und Tänzer
- Dalida (* 1933 in Kairo), Sängerin
- Vincent Cassel (* 1966 in Paris), Schauspieler, Filmregisseur

### Weitere Persönlichkeiten
Außer Künstlern haben folgende Persönlichkeiten am Montmartre oder in der unmittelbaren Umgebung gelebt:
- Gabrielle d’Estrées (* um 1570 in der Picardie), Mätresse Heinrichs IV.
- Georges Clemenceau (* 1841 in Mouilleron-en-Pareds), Politiker